# Xylosma schaefferioides
Xylosma schaefferioides är en videväxtart som beskrevs av Asa Gray. Xylosma schaefferioides ingår i släktet Xylosma och familjen videväxter. Inga underarter finns listade i Catalogue of Life.